# Marsz wojskowy (Chopin)
Marsz wojskowy – marsz na fortepian skomponowany przez Fryderyka Chopina; utwór zaginiony.
Dedykowany Konstantemu Romanowowi, miał zostać zinstrumentowany i na jego rozkaz grany na defiladach przez orkiestrę garnizonową. Oskar Kolberg, który miał grywać utwór, utrzymywał, że marsz został wydany w 1819 w oficynie Andrzeja Brzeziny. Chopin miał napisać kilka marszów wojskowych w latach 1817–1823, z których nie zachował się żaden